# Baumschläfer (Gattung)
Baumschläfer (Dryomys) sind eine Gattung in der Familie der Bilche (Gliridae) mit drei Arten, die in Eurasien vorkommen.

## Merkmale
Die Arten erreichen eine Kopf-Rumpf-Länge von 80 bis 130 mm, eine Schwanzlänge von 60 bis 113 mm sowie ein Gewicht von 18 bis 34 g. Sie ähneln den Gartenschläfern (Eliomys) im äußeren Erscheinungsbild, besitzen jedoch einen eher einheitlich gefärbten Schwanz, der leicht abgeflacht und buschig ist. Weiterhin unterscheiden sich die Gattungen in abweichenden Details des Schädelbaus. Allgemein ist die Oberseite graubraun bis gelbbraun gefärbt, sie steht im Kontrast zur hellbraunen bis weißen Unterseite. Beim Baumschläfer (Dryomys nitedula) sowie bei Belutschistan-Baumschläfer kommt eine schwarze Färbung um die Augen vor, die an eine Maske erinnert.

## Arten und Verbreitung
Folgende Arten zählen zur Gattung:
- Der Türkische Baumschläfer (Dryomys laniger), gelegentlich auch als Felsenschläfer bezeichnet, hat mehrere voneinander getrennte Populationen im Taurusgebirge in der Türkei.
- Der Belutschistan-Baumschläfer (Dryomys niethammeri) kommt endemisch in einem kleinen Gebiet im Norden der pakistanischen Provinz Belutschistan vor.
- Der Baumschläfer (Dryomys nitedula) lebt in großen Teilen der südlichen Paläarktis von der Schweiz im Westen bis zur westlichen Mongolei im Osten.

In älteren Abhandlungen wurde auch der Chinesische Bilch (Chaetocauda sichuanensis) zur Gattung gerechnet. Neuere Taxonomien listen ihn in einer eigenen Gattung.

## Lebensweise
Baumschläfer nutzen Wälder mit mehr oder weniger dichtem Unterholz sowie Gebüschflächen als Habitat. Sie leben im Flachland und in Gebirgen bis 3500 Meter Meereshöhe und können sich an Kulturlandschaften, wie z. B. Gärten anpassen.
Die Arten bauen, je nach Bedarf, unterschiedlich gestaltete Nester. Kurzzeitig genutzte Baue sind eher lose Konstruktionen. Das permanente Nest für die wärmere Jahreszeit sowie für die Aufzucht der Jungtiere ist rund wie ein Ball, hat einen Durchmesser von 15 bis 25 cm mit einem Grundgerüst aus Zweigen und Blättern, das mit Baumrinde und Moos gepolstert wird. Es liegt meist 3 Meter über dem Grund in einer Baumkrone, kann jedoch in Höhen von 1 bis 7 Meter gefunden werden. Oft kommen mehrere Nester in einem Baum oder in einem begrenzten Bereich vor. Für den Winterschlaf suchen Baumschläfer meist Baumhöhlen, geschützte Stellen unter Wurzeln oder unterirdische Baue auf, die von anderen Tieren gegraben wurden.
Diese Bilche sind wie ihre Verwandten nachtaktiv. Die jahreszeitliche Aktivität ist abhängig vom Verbreitungsgebiet. In Europa halten viele Exemplare von Oktober bis April Winterschlaf, wogegen südliche und östliche (Russland) Populationen meist das ganze Jahr aktiv sind. Baumschläfer fressen Pflanzensamen, Eicheln, junge Triebe und Früchte sowie im Sommer oft wirbellose Tiere, Jungvögel und Vogeleier.
Auch die Paarungszeit wird vom Lebensraum bestimmt. Sie reicht im Süden von März bis Dezember und in nördlichen Gebieten von Mai bis August. Je nach Länge der Fortpflanzungszeit hat ein Weibchen ein bis drei Würfe jährlich. Nach 21 bis 30 Tagen Trächtigkeit werden bis zu 7 Junge geboren, meist 2 bis 5. Diese sind bei Geburt blind und wiegen etwa 2 g. Sie öffnen ihre Augen nach etwa 16 Tagen und sind nach vier bis fünf Wochen selbstständig.

## Belege
1. ↑  Mary Ellen Holden-Musser, R. Juškaitis, G.M. Musser: Genus Dryomys. In: Don E. Wilson, T.E. Lacher, Jr., Russell A. Mittermeier (Hrsg.): Handbook of the Mammals of the World: Lagomorphs and Rodents 1. (HMW, Band 6) Lynx Edicions, Barcelona 2016, S. 885–887, ISBN 978-84-941892-3-4.